# زمان‌آباد (ری)
زمان‌آباد (ری)، روستایی از توابع بخش قلعه نو شهرستان ری در استان تهران ایران است.

## جمعیت
این روستا در دهستان قلعه نو قرار دارد و براساس سرشماری مرکز آمار ایران در سال ۱۳۹۸، جمعیت آن ۷۰۰۰ نفر (۲۲۳۷خانوار) بوده‌است.